# Julia Peterkin

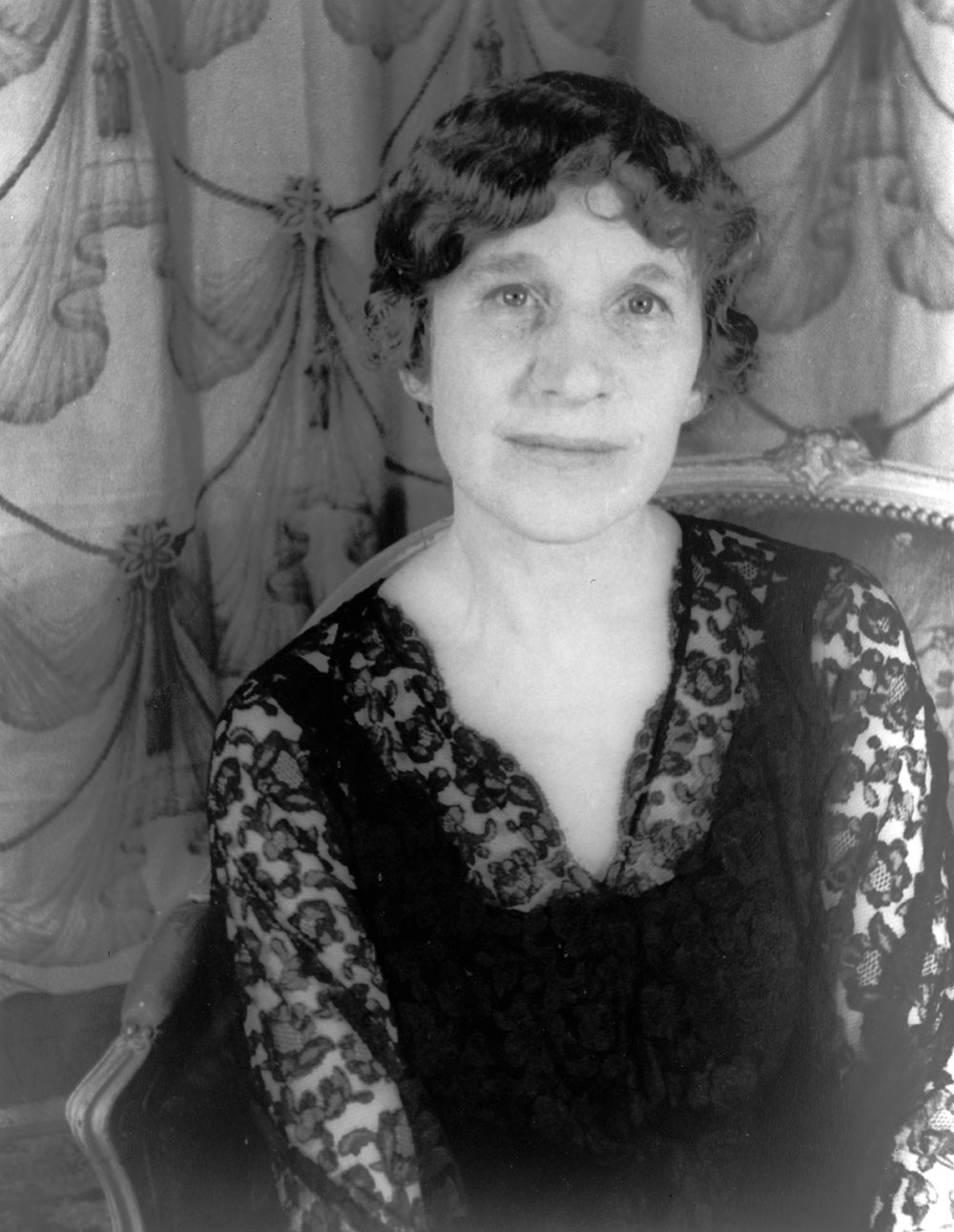
Julia Peterkin, Fototgraphie von Carl van Vechten, 1933

Doris Ulmann (links) und Julia Peterkin (rechts), ca. 1925

Julia Peterkin, geborene Mood (* 31. Oktober 1880 in Laurens County, South Carolina; † 10. August 1961 in Fort Motte, Calhoun County, South Carolina) war eine US-amerikanische Schriftstellerin. Im Jahr 1929 gewann sie den Pulitzer-Preis für Belletristik für ihren Roman Scarlet Sister Mary. Sie schrieb mehrere Romane über den Plantagen-Süden, insbesondere über das Gullah-Volk im South Carolina Lowcountry. Sie war eine der wenigen weißen Autorinnen, die über afro-amerikanische Erfahrungen schrieben.

## Leben
Julia Mood wurde im Laurens County in South Carolina geboren. Ihr Vater war Arzt, und sie war das dritte seiner vier Kinder. Ihre Mutter starb bald nach ihrer Geburt, und ihr Vater heiratete später Janie Brogdon. Janie war die Mutter von Henry Ashleigh Mood, Julias Halbbruder und viertes Kind ihres Vaters.
1896, im Alter von 16 Jahren, machte sie ihren Abschluss am Converse College in Spartanburg, South Carolina; ein Jahr später erwarb sie dort ihren Master-Abschluss. Sie unterrichtete einige Jahre lang an der öffentlichen Schule in Fort Motte, South Carolina, und heiratete dann 1903 William George Peterkin. Er war ein Pflanzer, dem die über 8 km2 große Baumwollplantage Lang Syne in der Nähe von Fort Motte gehörte. Das Paar hatte einen Sohn namens William, der 1904 mit ärztlicher Hilfe von Peterkins Vater zur Welt gebracht wurde. Der Vater sterilisierte sie dann mit dem Einverständnis ihres Mannes prompt, worunter Peterkin ihr Leben lang litt.
Auf der Plantage lebten und arbeiteten etwa 500 Feldarbeiter und Hausdiener aus dem Gullah-Volk, die neben dem Christentum auch an Beschwörungen glaubten und deren Lebensbedingungen sich seit dem Ende des Bürgerkriegs kaum verändert hatten. Peterkin hatte ein Hausdienerin namens Lavinia Berry, von der sie alle Fähigkeiten der erweiterten Hauswirtschaft einer Plantage lernte. Da es zu ihren Pflichten gehörte, sich um die Arbeiterfamilien zu kümmern oder auch Streitigkeiten zu schlichten, lernte sie auch deren Leben kennen. Sie begann dadurch inspiriert, Kurzgeschichten zu schreiben. Elizabeth Robeson beschrieb sie 1995 sowohl als kühn als auch als liebenswürdig. Peterkin schickte sehr selbstbewusste Briefe an Menschen, die sie nicht kannte und nie getroffen hatte. Sie schrieb zum Beispiel an die Schriftsteller Carl Sandburg und H.L. Mencken und fügte Proben ihrer Schriften über die Gullah-Kultur der Küstenregion South Carolinas bei. Da sie hauptsächlich auf der Plantage lebte, lud sie Sandburg, Mencken und andere prominente Leute auf die Plantage ein. Sandburg, der nur eine Tagesreise entfernt in Flat Rock, North Carolina, lebte, stattete ihr einen Besuch ab. Obwohl Mencken sie nicht besuchte, wurde er Peterkins literarischer Agent in ihrer frühen Karriere, ein möglicher Beweis für ihre überzeugenden Briefe. Schließlich führte Mencken sie zu Alfred A. Knopf, Inc., wo 1924 ihr erstes Buch Green Thursday veröffentlicht wurde.
Peterkin gehörte zu den wenigen weißen Autoren, die sich auf die afro-amerikanische Erfahrung spezialisierten. Die Weißen in Peterkins Kurzgeschichten und Romanen tauchen nur kurz oder am Rande auf; sie sind in der Regel entfernte, kühle Figuren, denen die Realitäten des schwarzen Lebens gleichgültig sind. Ihre Gullah-Charaktere hingegen werden als denkende, fühlende Menschen mit universellen Sehnsüchten, Freuden und Sorgen gezeigt. Das war zu dieser Zeit revolutionär. Schwarze waren in der Südstaatenliteratur fast ausnahmslos nur als loyale Diener oder als Witzfiguren dargestellt worden. Peterkin verwendete in vielen ihrer Romane und Geschichten auch den Gullah-Dialekt und erregte damit auch die Aufmerksamkeit der Schriftsteller der Harlem Renaissance. Die Schriftstellerin und Anthropologin Zora Neale Hurston verwendete in ihren Romanen ebenfalls einen Dialekt. Hurston schrieb, dass sie Peterkin getroffen hätte und eine Korrespondenz begann, aber es wurden keine Briefe zwischen ihnen gefunden. In beider Veröffentlichungen gibt es Hinweise, dass Hurston dieselben Gullah-Personen als Quelle für die Ursprungserzählungen genutzt haben.
Zusätzlich zu vier weiterem von Romanen bis 1933 wurden während ihrer gesamten Karriere Kurzgeschichten in Magazinen und Zeitungen veröffentlicht.  Für ihren Roman Scarlet Sister Mary gewann sie schließlich 1929 einen Pulitzer-Preis. Richard S. Burton, der Vorsitzende der Pulitzer-Jury für Belletristik, hatte empfohlen, dass der erste Preis an den Roman Victim and Victor von John Rathbone Oliver gehen sollte. Die verleihende Columbia University Graduate School of Journalism entschied sich aber für das Buch von Peterkin und Burton trat aus Protest von der Jury zurück.
Die Wahl des Buches über Mary Pinesett, eine temperamentvolle und rebellische schwarze Frau, wurde von den modernistischen Kritikern gelobt, die Mainstream-Medien waren beunruhigt.  Das Chicago Journal of Commerce erklärte: „[Eine] promiskuitive Negerin mit sieben [sic] unehelichen Kindern kann kaum als unter die 'höchsten Standards' fallend betrachtet werden, die mit dem Preis verbunden sind.“ Die New York Times äußerte sich bei der Verleihung 1931 im Rückblick ähnlich. Die öffentliche Bibliothek in der Kleinstadt Gaffney, South Carolina, stufte es als obszön ein und verbot es. Der Gaffney Ledger andererseits veröffentlichte jedoch das komplette Buch in Serienform. Der Roman wurde als gleichnamiges, recht desaströses Theaterstück adaptiert und 1930 am Broadway mit einer ausschließlich aus schwarz geschminkten Weißen bestehendem Ensemble unter anderem mit Ethel Barrymore aufgeführt.
Anfang der 1930er Jahre erlahmte aber im Zuge der Great Depression das Interesse am Leben der Schwarzen Südstaatenbewohner wieder und Peterkin stellt das Schreiben Mitte der 1930er Jahre ein. In späteren Jahren war entsetzt über die Bürgerrechtsbewegung und lehnte die Integration ab. In den letzten zwanzig Jahren ihres Lebens schrieb sie nichts als Briefe.
Peterkin trat als Schauspielerin auf und spielte ab Februar 1932 die Hauptrolle in Ibsens Hedda Gabler am Town Theatre in Columbia, South Carolina.
Im Jahr 1933 wurde Peterkin von Caroline Pafford Miller kontaktiert. Miller war auf der Suche nach einem Verleger für ihren ersten Roman Lamb in His Bosom und hoffte, Peterkins Hilfe in Anspruch nehmen zu können. Peterkin leitete Millers Namen und Manuskript an ihren Verleger weiter. 1933 brachte Harper Lamb in His Bosom heraus. Für den Roman gewann auch Miller 1934 den Pulitzer-Preis.
Peterkin starb 1961 an Herzinsuffizienz. Sie ist im Familiengrab auf dem Saint Matthews Parish Episcopal Church Cemetery in Fort Motte begraben.
1998 stiftete die Abteilung für Englisch und kreatives Schreiben am Converse College, ihrer Alma Mater, den Julia Peterkin Award für Lyrik, der für jedermann zugänglich ist. Die ersten vier Bücher wurden 1998 bzw. 2004 von der University of Georgia Press neu herausgebracht.

## Werke
Romane
- Green Thursday. Alfred A. Knopf, New York City 1934.
- Black April. Bobbs Merrill, Indianapolis 1927.
- Scarlet Sister Mary. Bobbs Merrill, Indianapolis 1928 (fadedpage.com).
- Bright Skin. Bobbs Merrill, Indianapolis 1932.
- Roll, Jordan, Roll. R.O. Ballou, New York City 1933. Mit Fotographien des Gullah-Volkes von Doris Ulmann.

Kurzgeschichten
- The Collected Short Stories of Julia Peterkin. Hrsg.: Frank Durham. University of South Carolina Press, Columbia, SC 1970, ISBN 0-87249-184-6.